# Ventriloquio
Pour plus de détails, voir Fiche technique et Distribution.
Ventriloquio est un court métrage dramatique italien réalisé par Carmelo Bene et sorti en 1973.
Le film, interprété par Bene lui-même avec la participation de sa compagne Lydia Mancinelli, basé sur le neuvième chapitre d'À rebours de Joris-Karl Huysmans, a été tourné en 1970, monté en 1972 et présenté l'année suivante à la Quinzaine des réalisateurs du Festival de Cannes 1973. À date de 2005, l'ouvrage Carmelo Bene de Cosetta G. Saba indique que le film est perdu.

## Fiche technique
- Titre original italien et français : Ventriloquio[2],[3]
- Réalisation : Carmelo Bene
- Scénario : Carmelo Bene
- Montage : Mauro Contini
- Production : Carmelo Bene
- Société de production : Rai
- Pays de production :  Italie
- Langue originale : italien
- Format : Couleur - 1,33:1 - Son mono - 35 mm
- Genre : Drame
- Durée : 17 minutes
- Dates de sortie : 
  - France : mai 1973 (Festival de Cannes 1973)[3],[1]

## Distribution
- Carmelo Bene : L'homme
- Lydia Mancinelli : La ventriloque